# Richard Harmon

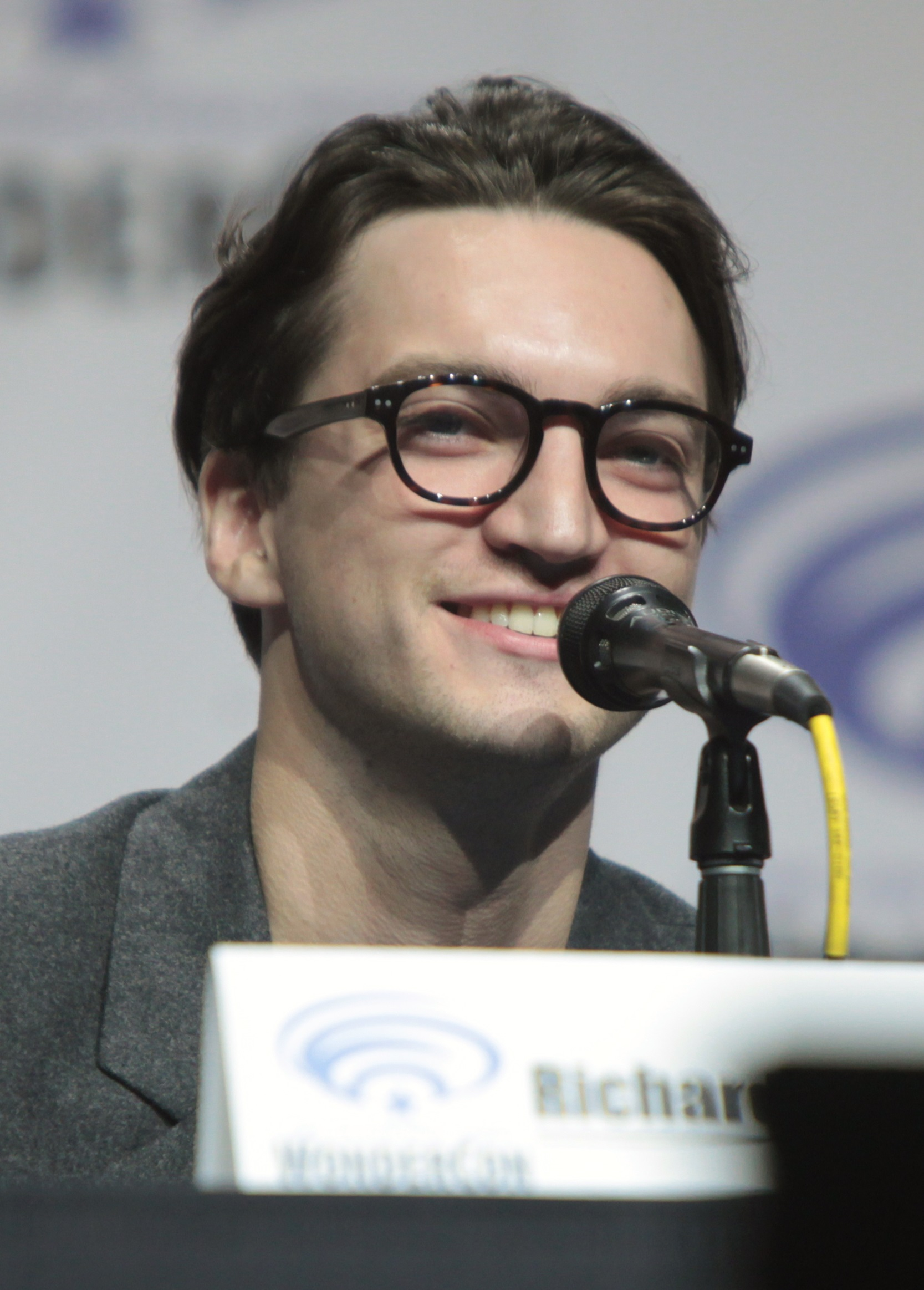
Richard Harmon (2016)

Richard Scott Harmon (* 18. August 1991 in Mississauga, Kanada) ist ein kanadischer Schauspieler.

## Leben und Karriere
Harmon wurde in der kanadischen Provinz Ontario geboren. Seine Eltern sind der Regisseur Allan Harmon und die Produzentin Cynde Harmon; die Schauspielerin Jessica Harmon ist seine Schwester.
Er gab sein Debüt als Schauspieler im Alter von 12 Jahren in der Fernsehserie Jeremiah – Krieger des Donners (2003). Sein Interesse für die Schauspielerei kam durch seine Schwester, die bereits als Schauspielerin tätig war. In mehreren Fernsehserien wurde Harmon im Rollentypus des jugendlichen „Besserwissers“ („smart ass“) besetzt.
In der US-amerikanischen Fernsehserie The Killing hatte er 2011–2012 eine Nebenrolle als Jasper Ames. Bekannt wurde er insbesondere durch seine Rolle als Julian Randolph in der kanadischen Fernsehserie Continuum, in der er von 2012 bis 2015 den Halbbruder der Serienhauptfigur Alec Sadler spielte. Auch hier verkörperte er einen Charakter, der Konflikte mit seinem Verstand löst, und nicht mit Gewalt.
2013 spielte Harmon die männliche Hauptrolle in dem kanadischen Independentfilm If I Had Wings. Er verkörperte einen blinden Leichtathleten und Läufer; seine Darstellung fand positive Beachtung durch die Kritik.
Von 2014 bis 2020 spielte er als John Murphy in der US-amerikanischen Fernsehserie The 100 mit. Harmon hatte darin zunächst eine wiederkehrende Nebenrolle; ab der 3. Staffel (2015) gehörte er zum Hauptcast. Er spielte einen jugendlichen Straftäter, der auf die nach einem Atomkrieg verlassene Erde entsandt wird, um festzustellen, ob die Erde wieder bewohnbar ist.
In der 6. Staffel der US-amerikanischen TV-Serie The Good Doctor (2023) übernahm er eine Episodenhauptrolle als Patient, der an Epidermodysplasia verruciformis leidet.
Als Darsteller im Fernsehserien-Beitrag R. L. Stine’s The Haunting Hour – Nightmare Inn wurde er 2011 mit dem Leo Award in der Kategorie Best Performance in a Youth or Children’s Program or Series ausgezeichnet.
Harmon ist ein Fan des American Football, insbesondere des Notre Dame Fighting Irish Football Teams. Er ist auch ein Fan der Zeichentrickserie SpongeBob Schwammkopf, liebt die Musik von Bob Dylan und der The Rolling Stones und unterstützt aktiv die LGBT-Bewegung.

## Filmografie

### Filme
- 2005: School of Life – Lehrer mit Herz (School of Life) (Fernsehfilm)
- 2005: Painkiller Jane (Fernsehfilm)
- 2007: To Be Fat Like Me (Fernsehfilm)
- 2007: Süsses, sonst gibt's Saures! (Trick 'r Treat)
- 2008: Left Coast (Fernsehfilm)
- 2008: The Ambassador (Kurzfilm)
- 2009: Wolf Canyon (Fernsehfilm)
- 2010: The Cult (Fernsehfilm)
- 2010: Percy Jackson – Diebe im Olymp (Percy Jackson and the Olympians: The Lightning Thief)
- 2010: Dear Mr. Gacy
- 2010: Triple Dog
- 2011: Time After Time (Fernsehfilm)
- 2011: Judas Kiss
- 2012: Rufus (Fernsehfilm)
- 2012: The Pregnancy Project (Fernsehfilm)
- 2012: Girl in Progress
- 2012: Grave Encounters 2
- 2012: The Wishing Tree (Fernsehfilm)
- 2013: One Foot In Hell (Fernsehfilm)
- 2013: Forever 16 (Fernsehfilm)
- 2013: Evangeline
- 2013: Scarecrow (Fernsehfilm)
- 2013: If I Had Wings
- 2014: Cruel & Unusual
- 2014: Eissturm aus dem All (Christmas Icetastrophe) (Fernsehfilm)
- 2015: The Hollow (Fernsehfilm)
- 2015: Garage Sale Mystery: The Deadly Room (Fernsehfilm)
- 2015: Der Instinkt einer Mutter (Her Own Justice) (Fernsehfilm)
- 2015: Für immer Adaline (The Age of Adaline)
- 2017: Prodigals
- 2018: I Still See You – Sie lassen dich nicht ruhen (I Still See You)
- 2018: The Clinic
- 2018: Woodland
- 2019: Puppet Killer
- 2020: Anderson Falls – Ein Cop am Abgrund (Anderson Falls)
- 2025: Final Destination: Bloodlines

### Serien
- 2003: Jeremiah – Krieger des Donners (Jeremiah, Folge 2x06)
- 2006: Da Vinci’s City Hall (Folge 1x08 – 1x09)
- 2007: Flash Gordon (Folge 1x05)
- 2007: Aliens in America (Folge 1x09)
- 2009: Smallville (Folge 8x16)
- 2010: Caprica (Folge 1x05 & 1x07)
- 2010: Riese: Kingdom Falling (Miniserie, 4 Folgen)
- 2010: Fringe – Grenzfälle des FBI (Fringe, Folge 2x18)
- 2010: Shattered (Folge 1x03)
- 2010: Tower Prep (6 Folgen)
- 2011: Clue (Folge 1x04)
- 2011: R.L. Stine’s The Haunting Hour (2 Folgen)
- 2011–2012: The Killing (6 Folgen)
- 2012: The Secret Circle (Folge 1x07 & 1x20)
- 2012–2015: Continuum
- 2013–2014: Bates Motel (4 Folgen)
- 2013: Rogue (Folge 1x02 & 1x03)
- 2014: Intruders – Die Eindringlinge (Intruders, Folge 1x08)
- 2014–2020: The 100
- 2015: CSI: Vegas (CSI: Crime Scene Investigation, Folge 15x14)
- 2019: Van Helsing (3 Folgen)
- 2022: Fakes
- 2023: The Flash (4 Folgen)
- 2023: The Night Agent (2 Folgen)
- 2023: The Good Doctor (Folge 6x20)
- 2024: Tracker (Folge 1x03)